# Altun
Altun, auch Altun Shan, Altyntag, Altin tagh bzw. Astin tagh (chinesisch 阿爾金山 / 阿尔金山, Pinyin Ā'ěrjīn Shān) genannt, ist ein bis zu 6295 m hohes Hochgebirge im Westen der Volksrepublik China beziehungsweise in Hochasien.

## Geographie
Das Altun-Gebirge, das in der Literatur uneinheitlich entweder als westlicher Hauptteil des Nan-Shan-Gebirges oder als nordöstlicher Teil des Kunlun-Gebirges genannt wird, ist etwa 600 km lang und maximal 100 km breit. Das Hochgebirge liegt im Südosten und Osten des Uigurischen Autonomen Gebiets Xinjiang und erstreckt sich bis in die Provinzen Qinghai und Gansu. Südlich des Altun erstreckt sich der Mittelteil des Gebirges Kunlun sowie im Westen und Norden das Tarimbecken und die Wüste Taklamakan. Östlich schließt sich das Gebirge Qilian Shan an.
In wissenschaftlicher Literatur findet sich auch eine Zusammenfassung des gesamten Orogens unter der Bezeichnung Altun-Qilian-Kunlun-Kette (AQK).

## Berge
Die meisten Berge des Altun sind zwischen 3500 und 4000 m hoch. Der höchste Berg ist der im Westen des Gebirges liegende Sulamutag mit 6295 m Höhe. Der Berg Altun Shan liegt im Autonomen Kreis Subei der Mongolen im Verwaltungsgebiet der Stadt Jiuquan, Provinz Gansu, und ist mit 5798 m der höchste Berg im östlichen Teil des Altun; sein Gipfel wurde am 19. August 1989 von einem Team aus vier Japanern und Chinesen bestiegen.